# Campeonato Africano de Atletismo de 2018 - Revezamento 4x100 m feminino
A prova dos 4 x 100 metros estafetas feminino do Campeonato Africano de Atletismo de 2018 foi disputada no dia 3 de agosto, no Estádio Stephen Keshi, em Asaba,  na Nigéria. 

## Recordes
Antes desta competição, os recordes mundiais e do campeonato nesta prova eram os seguintes:
|                       | Nome                                                                       | Nacionalidade  | Tempo  | Local      | Data                 |
| --------------------- | -------------------------------------------------------------------------- | -------------- | ------ | ---------- | -------------------- |
| Recorde mundial       | Tianna Madison, Allyson Felix Bianca Knight, Carmelita Jeter               | Estados Unidos | 40s 82 | Londres    | 10 de agosto de 2012 |
| Recorde do campeonato | Christy Udoh, Gloria Asumnu Oludamola Osayomi, Lawretta Ozoh               | Nigéria        | 43s 21 | Porto Novo | 29 de junho de 2012  |
| Recorde africano      | Beatrice Utondu, Faith Idehen Christy Opara-Thompson, Mary Onyali-Omagbemi | Nigéria        | 42s 39 | Barcelona  | 7 de agosto de 1992  |

## Medalhistas
| Ouro                                                                            | Prata                                                                                        | Bronze                                                                  |
| Nigéria · Joy Udo-Gabriel · Blessing Okagbare · Tobi Amusan · Rosemary Chukwuma | Costa do Marfim · Adeline Gouenon · Rosvitha Okou · Karel Elodie Ziketh · Marie-Josée Ta Lou | Quênia · Eunice Kadogo · Millicent Ndoro · Joan Cherono · Fresha Mwangi |

## Cronograma
Todos os horários são locais (UTC+1). 
| Data        | Hora  | Evento |
| ----------- | ----- | ------ |
| 3 de agosto | 19:10 | Final  |

## Resultado final
| Posição           | Raia | Nacionalidade   | Atletas                                                                 | Tempo | Notas |
| ----------------- | ---- | --------------- | ----------------------------------------------------------------------- | ----- | ----- |
| Medalha de ouro   | 5    | Nigéria         | Joy Udo-Gabriel, Blessing Okagbare, Tobi Amusan, Rosemary Chukwuma      | 43.77 |       |
| Medalha de prata  | 2    | Costa do Marfim | Adeline Gouenon, Rosvitha Okou, Karel Elodie Ziketh, Marie-Josée Ta Lou | 44.40 |       |
| Medalha de bronze | 7    | Quênia          | Eunice Kadogo, Millicent Ndoro, Joan Cherono, Fresha Mwangi             | 45.58 |       |
| 4                 | 4    | África do Sul   | Rose Xeyi, Tamzin Thomas, Ariane Nel, Lynique Beneke                    | 45.63 |       |
| 5                 | 3    | Camarões        | ?, ?, Audrey Nkamsao, Ngouyaka Angounou                                 | 46.26 |       |
| 6                 | 6    | Senegal         | Adja Arrete Ndiaye, ?, ?, Ndeye Amy Tall                                | 47.73 |       |
| 7                 | 1    | Burquina Fasso  | ?, ?, Rokia Fofana, ?                                                   | 47.95 |       |
| 8                 | 8    | Etiópia         | ?, ?, Seada Siraj, Meseret Gudura                                       | 49.09 |       |
| 9                 | 9    | Zâmbia          | Abygirl Sepiso, Rhoda Njovbu, Hellen Makumba, Majory Chisanga           | DNF   | [ 3 ] |

Legenda
| Recorde mundial       | Recorde mundial (World record)               |                       | Recorde africano                      | Recorde africano (African) |                                           | Q | Classificado por posição (Qualified) |
| Recorde do campeonato | Recorde do campeonato (Championship record)  | Recorde da América    | Recorde da América (Americas)         | q                          | Classificado por melhor tempo (Qualified) |   |                                      |
| Melhor marca do ano   | Melhor marca do ano (World leading)          | Recorde asiático      | Recorde asiático (Asian)              | DNS                        | Não largou (Did not start)                |   |                                      |
| Recorde nacional      | Recorde nacional (National record)           | Recorde europeu       | Recorde europeu (European)            | DNF                        | Não terminou (Did not finish)             |   |                                      |
| Recorde pessoal       | Recorde pessoal do atleta (Personal best)    | Recorde da Oceania    | Recorde da Oceania (Oceania)          | DSQ / DQ                   | Desclassificado (Disqualified)            |   |                                      |
| Recorde da temporada  | Recorde da temporada do atleta (Season best) | Recorde sul-americano | Recorde sul-americano (South America) | NM                         | Sem marca (No mark)                       |   |                                      |